# Valonne
Valonne ist eine französische Gemeinde mit 265 Einwohnern (Stand: 1. Januar 2022) im Département Doubs in der Region Bourgogne-Franche-Comté.

## Geographie
Valonne liegt auf 540 m, zehn Kilometer westsüdwestlich von Pont-de-Roide-Vermondans und etwa 21 Kilometer südsüdwestlich der Stadt Montbéliard (Luftlinie). Das Dorf erstreckt sich im Jura, am Südfuß der Lomontkette, auf einem leicht nach Süden geneigten Plateau über dem Tal der Barbèche.
Die Fläche des 8,33 km² großen Gemeindegebiets umfasst einen Abschnitt des französischen Juras. Der Hauptteil des Gebietes wird vom Plateau von Valonne eingenommen, das durchschnittlich auf 540 m liegt. Diese Fläche ist überwiegend von Acker- und Wiesland bestanden. Im Süden leitet eine rund 50 bis 70 m hohe Geländestufe zur Talfurche der Barbèche (linker Zufluss des Doubs) über. In diesem Tal verläuft die südliche Gemeindegrenze. Nach Norden erstreckt sich das Gemeindeareal über einen relativ steilen, bewaldeten Hang bis auf den Höhenrücken der Lomontkette. Dieser Kamm bildet in geologisch-tektonischer Hinsicht eine Antiklinale des Faltenjuras und ist in West-Ost-Richtung orientiert. Hier wird mit 810 m die höchste Erhebung von Valonne erreicht.
Nachbargemeinden von Valonne sind Dambelin im Norden, Solemont im Osten, Péseux und Rosières-sur-Barbèche im Süden sowie Vernois-lès-Belvoir und Vyt-lès-Belvoir im Westen.

## Geschichte
Im Mittelalter gehörte Valonne zum Herrschaftsgebiet der Familie von Neuchâtel. Danach kam das Dorf unter die Herrschaft von Belvoir und schließlich unter diejenige von Rougemont (bis zur Französischen Revolution). Zusammen mit der Franche-Comté gelangte Valonne mit dem Frieden von Nimwegen 1678 an Frankreich.

## Sehenswürdigkeiten

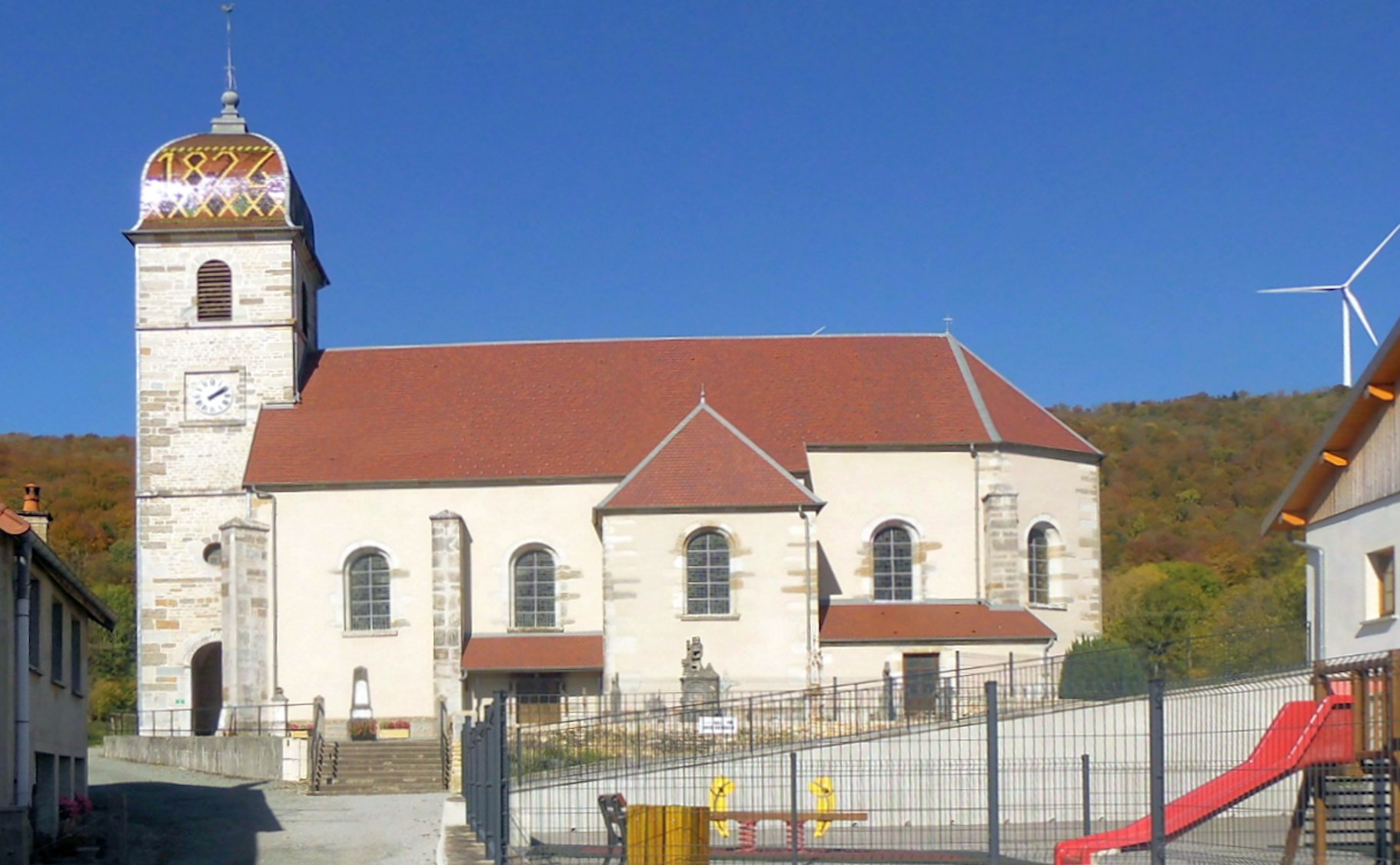
Kirche Saint-Isidore

Die Dorfkirche Saint-Isidore wurde von 1823 bis 1828 an der Stelle einer spätmittelalterlichen Kapelle erbaut.

## Bevölkerung
| Jahr                       | 1962 | 1968 | 1975 | 1982 | 1990 | 1999 | 2010 | 2018 |
| Einwohner                  | 196  | 165  | 161  | 171  | 172  | 179  | 233  | 247  |
| Quellen: Cassini und INSEE |      |      |      |      |      |      |      |      |

Mit 265 Einwohnern (Stand 1. Januar 2022) gehört Valonne zu den kleinen Gemeinden des Départements Doubs. Nachdem die Einwohnerzahl in der ersten Hälfte des 20. Jahrhunderts deutlich abgenommen hatte (1901 wurden noch 269 Personen gezählt), wurde seit Mitte der 1970er Jahre wieder ein Bevölkerungswachstum verzeichnet.

## Wirtschaft und Infrastruktur
Valonne war bis weit ins 20. Jahrhundert hinein ein vorwiegend durch die Landwirtschaft (Ackerbau, Obstbau und Viehzucht) geprägtes Dorf. Daneben gibt es heute einige Betriebe des lokalen Kleingewerbes, unter anderem in den Branchen Transportgewerbe und Bau von Landwirtschaftsmaschinen. Viele Erwerbstätige sind auch Wegpendler, die in den größeren Ortschaften der Umgebung ihrer Arbeit nachgehen.
Die Ortschaft liegt abseits der größeren Durchgangsstraßen an einer Departementsstraße, die von Sancey-le-Grand nach Noirefontaine führt. Eine weitere Straßenverbindung besteht mit Vernois-lès-Belvoir.